# حماية الطفل

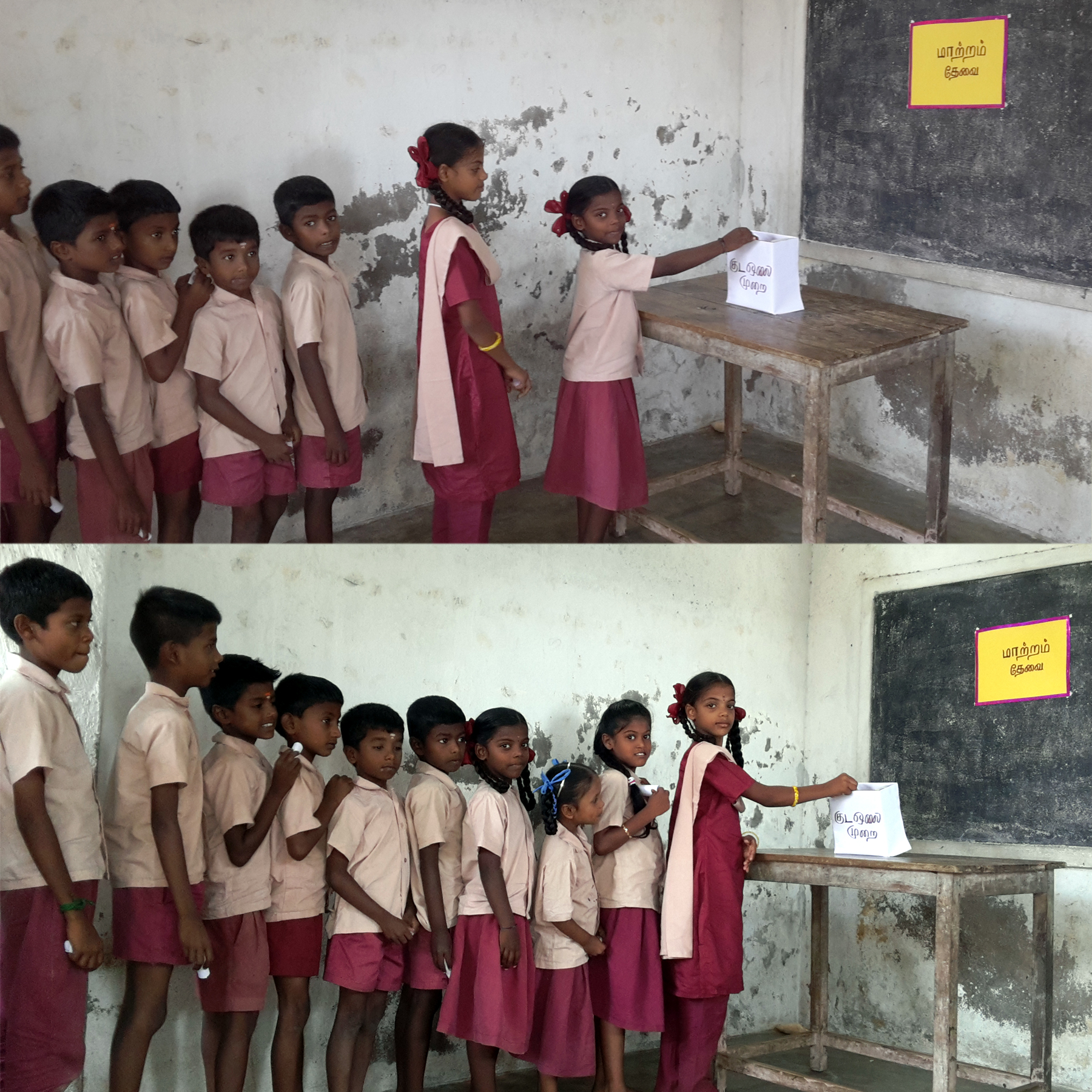

حماية الطفل تشمل الاستجابة والوقاية من العنف والاستغلال ضد الأطفال بما في ذلك الاتجار الجنسي، الاتجار في البشر، عمال الأطفال، والممارسات التقليدية الضارة مثل الزواج المبكر. يعرف الطفل بانه أي فرد لم يتم الثامنة عشرة aspx.

## المشكلات محل الاهتمام

### عمالة الأطفال
راجع: عمالة الأطفال
يضطر الأطفال إلى العمل ليتمكنوا من العيش نظرًا للأسباب الاقتصادية لاسيما في البلدان الفقيرة،
وعادة ما تقف ظروف مختلفة وراء عمالة الأطفال، الأمر الذي يشكل خطورة ويضعف تعليم مواطني المستقبل ويزيد من الاحتكاك بالبالغين.
تصعب معرفة أعمار الأطفال العاملين أو أعدادهم الدقيقة، فقد بلغ عدد الأطفال الذين يعملون ممن هم دون الخامسة 150 مليونًا على الأقل في العام 2004، إلا أن هذا الرقم أقل من الحقيقي نظرًا لعدم احتساب الخدمة في المنازل.

### الأخطار وقتل الأطفال
في بعض البلدان، يمكن سجن الأطفال بسبب ارتكاب جرائم عادية، بل يمكن في بعض البلدان مثل إيران أو الصين الحكم على الأطفال بعقوبة الإعدام (التي تخلت عنها الولايات المتحدة في 2005). وفي المناطق التي يتم فيها الاستغلال العسكري للأطفال، يتعرض الأطفال أيضًا لمخاطر الوقوع كأسرى حرب. في حين يرغم أطفال آخرون على البغاء حيث يستغلهم البالغون في العمليات غير القانونية للاتجار بالأطفال وإلا يتعرضون لأخطار الفقر والجوع. يواصل معدل قتل الأطفال حاليًا في الارتفاع في المناطق التي تعاني من الفقر الشديد والزيادة المفرطة في عدد السكان مثل الصين والهند، ويظل الأطفال الإناث أكثر ضعفًا وهو ما يعد عاملاً في وقوع قتل الأطفال بناء على الجنس.

### الاعتداء على الأطفال
يقف وراء معظم حالات الأطفال التي دخلت تحت مظلة نظام رعاية الطفل أحد المواقف التالية والتي تعرف جميعها معًا بمصطلح الاعتداء على الأطفال:
- الاعتداء الجنسي على الطفل
- الإهمال ويشمل عدم اتخاذ التدابير الكافية لحماية الطفل من الأذى و/أو التقصير الجسيم في توفير الاحتياجات الأساسية للطفل:
- الاعتداء البدني
- الإساءة النفسية

تتضمن الإجراءات عادة كفالة الطفل وخدمات التبني والخدمات التي تهدف إلى دعم الأسر المعرضة للخطر للحفاظ عليها بالإضافة إلى التحقيق في الحالات المزعومة للاعتداء على الأطفال.

## الاتفاقيات الدولية
تعنى منظمة العمل الدولية (IOL)، وهي إحدى هيئات الأمم المتحدة التي أنشئت عام 1919، بقضايا العمل كما تعتني أيضًا بقضايا عمالة الأطفال لاسيما وفق اتفاقيتي 138 و182.
أقرت الجمعية العامة للأمم المتحدة في 20 نوفمبر 1959 إعلان حقوق الطفل، وذلك خلال اتفاقية حقوق الطفل.
وهناك أيضًا منظمة الأمم المتحدة للطفولة (UNICEF) التي يقع مقرها في مدينة نيويورك وتقدم مساعدات إنسانية وتنموية طويلة المدى للأطفال والأمهات في البلدان النامية.
شهد عام 2000، اتفاق بين دول منظمة الأمم المتحدة (UNO) بشأن الاستغلال العسكري للأطفال.
يذكر أن فعالية هذه البرامج محل نزاع وتبدو محدودة للبعض.

## معلومات تاريخية
تمنح تشريعات حماية الأطفال التي تصدرها الحكومات المحلية أو العامة التمكين للإدارات أو الهيئات الحكومية لتقديم الخدمات في المنطقة التي تقع تحت نطاقها وللتدخل في الأسر التي يُظن بوجود اعتداء على الأطفال أو مشكلات أخرى بها. تتخذ الهيئة التي تدير هذه الخدمات أسماء متباينة في المقاطعات والولايات مثل إدارة خدمات الطفل ومساعدة الأطفال وإدارة خدمات الطفل والأسرة، وهناك إطار متسق لطبيعة القوانين إلا أن تطبيقها يختلف في أنحاء البلاد.
تناولت الأمم المتحدة الاعتداء على الأطفال على أنه قضية من قضايا حقوق الإنسان، وذلك بإضافة قسم خاص بالطفل إلى الإعلان العالمي لحقوق الإنسان.